# 142 بولانا
142 Polana هو كويكب معتم يتخذ مداراً حول الشمس، في حزام الكويكبات اكتشفه الفلكي النمساوي يوهان بليسا في 28 يناير 1875, تمت تسمية نسبة لمدينة بولا الكرواتية التي يقع فيها مرصد البحرية النمساوية حيث تم هذا الاكتشاف وهو عضو 	رئيسي في عائلة بولانا من الكويكبات وتسمّى على اسمه وهي مجموعة فرعية من عائلة نيسا
الكويكب لديه قطر يقدر بنحو 55.3 كم والبياض منخفض = 0.045 .
و يدور على مسافة 2.4189 وحدة فلكية من الشمس و فترة الدوران 3.76 سنوات والانحراف 0.14. في مخطط تصنيف ثولين لبولانا طيف كويكب كربوني من نوع F . و في تصنيف سماس يتم سرد بولانا من النوع-ب . وهي المجموعة التي تجمع بين كل من ثولين ب وأنواع F.الطيف من هذا الجرم يوحي بوجود أكسيد الحديد الأسود (Fe3O4), هذا يعطيه صبغة طيفية زرقاء وهي سمة من سمات فئة تصنيف سماس

## رنين المريخ
بولانا في رنين مداري 1:2 مع المريخ،وهذا يعني أن بولانا يدور حول الشمس مرة واحدة لكل مداراين يكملها المريخ. هذا الرنين يساعد على حماية الكويكب من الانجراف المداري والشذوذ المداري في الكويكبات الرنانة أكبر بشكل واضح من الكويكبات غير الرنانة.
و هناك تزايد في عدد الكويكبات التي تقع على مسافة 2.419 وحدة فلكية من الشمس

## وصلات خارجية
- Orbital simulation from JPL (Java) / Horizons Ephemeris
- Asteroids inside the resonance 1:2 with Mars (Tabaré Gallardo)
- 142 بولانا في قاعدة بيانات مختبر الدفع النفاث لأجرام النظام الشمسي الصغيرة

- الاكتشاف · مخطط المدار ·  العناصر المدارية · المعلمات المادية